# Patyków
Patyków [pronunciación en polaco: /paˈtɨkuf/] es un pueblo ubicado en el distrito administrativo de Gmina Sulmierzyce, dentro del condado de Pajęczno, Voivodato de Łódź, en el centro de Polonia.